# Körmend
Körmend (slovinsky Kermendin, německy Kirment) je město v maďarské župě Vas. Je centrem okresu Körmend. Město leží 5 kilometrů daleko od hranice s Rakouskem a blízko národního parku Őrségi Nemzeti Park. Je to také významný železniční uzel, z kterého vedou koleje do sousedního Rakouska. Městem procházejí dvě evropské silnice: E66 Székesfehérvár — Graz a E65 Bratislava — Záhřeb.

## Historie
V roce 1238 je zde poprvé připomínána existence sídla s názvem Villa Curmend terra regis. Již roku 1244 je připomínána existence jakési pevnosti v lokalitě dnešního města. V témže roce uherský král udělil obci jistá privilegia, která měla sídlu, poničeném během tatarského vpádu několik let dříve, hospodářsky zachránit. Až do vlády krále Zikmunda Lucemburského byla obec královským majetkem, někde uváděná také jako královské město. 
V roce 1548 se Körmend dostal do majetku Andráse Tarnóczyho, ale Erdődyové jej koupili zpět v roce 1565 a zůstal jim na dlouhou dobu. V 18. století odsud spravovali své rozsáhlé polnosti a majetky Batthyányové. Nechali zde zbudovat proto zámek s rozsáhlým parkem. Ten se objevuje již na mapách prvního vojenského mapování. Během napoleonských válek bylo město obsazeno francouzským vojskem. Již na mapách vojenského mapování druhého je zde patrné železniční spojení tzv. Západní dráhy. Nádraží bylo postaveno při hlavní silnici ze severu, která směřovala do zámku.
V roce 1910 zde bylo obyvatelstvo téměř výhradně maďarské národnosti, nicméně některé vesnice západně od Körmendu byly chorvatské nebo německé. Z náboženského hlediska byla dominantně zastoupena Římskokatolická církev.
Po druhé světové válce zde měla negativní vliv blízkost železné opony. I přesto ale došlo k nějakému rozvoji. Byly vybudovány nové části města. Okolí Rákócziho ulice bylo přestavěno a obklopeno panelovými domy. Později město získalo i vlastní termální lázně a koupaliště. Postaven byl také východní obchvat města (silnice č. 86), který zahrnoval i nový most přes řeku Rábu. Tím bylo možné tranzitní dopravu vyloučit z centra města.
V roce 2011 zde žilo 11 799 obyvatel.

## Kultura a pamětihodnosti
Nachází se zde zámek rodu Batthyány, který z východní a jihovýchodní strany obklopuje rozsáhlý anglický park. 
Ve městě stojí také kostel svaté Alžběty, reformovaný kostel a další.

## Zeleň a životní prostředí
Jižně od města se nachází soutok říček Pinka a Rába, který zahrnuje lužní lesy a močály. Nacházejí se tam turistické trasy. Chráněn je les s názvem Dobogi erdő. Zmíněný zámecký park přesahuje právě k břehům řeky a k lužním lesům. Severně a jižně od Körmendu potom stojí ještě několik dalších lesů, které se využívají k rekreaci. Na břehu řeky Ráby existuje rekrační oblast (Rába Part Sport- és Szabadidőcentrum) s vodním kanálem, pláží, chatami apod. 

## Ekonomika
Jižně od města se těží písek a štěrk.

## Zajímavosti
Z tohoto města také pochází László Batthyány Strattmann, kterému se říkalo Doktor chudých a později byl prohlášen za svatého. Žil 10 let na zámku Batthyánů a jednu část zámku předělal na kliniku, kde bezplatně léčil chudé.

## Doprava
Obcí probíhá železniční trať ze Szombathely do Szentgotthárdu. Není používána lokální trať, která z města směřuje na jih do obce Zalalövő. Dříve vedla také na severozápad do rakouské obce Strem další trať, byla však zrušena po druhé světové válce.
V západo-východním směru tu také probíhá dálnice M80, která v roce 2022 v Körmendu byla ukončena (hotov byl pouze úsek k Rakousko-maďarské státní hranici. Dálnice tvoří severní obchvat města. Tato dálnice zde nahradí postupně městem procházející silnici celostátního významu č. 8, která směřuje do Budapešti.

## Zdravotnictví
Ve městě se nachází nemocnice regionálního významu.

## Partnerská města a obce
- Heinävesi, Finsko
- Rožnov pod Radhoštěm, Česko
- Fürstenfeld, Rakousko